# Поплави (річка)
Поплави — річка в Україні, у Чортківському районі Тернопільської області, права притока Гнилої (басейн Дністра).

## Опис
Довжина річки приблизно 6 км. Висота витоку над рівнем моря — 304 м, висота гирла — 274 м, падіння річки — 30 м, похил річки — 5,0 м/км. Формується з декількох безіменних струмків та 1 водойми.

## Розташування
Бере початок на східному боці від села Оленівки. Тече переважно на північний схід і на північно-східній околиці села Білинівки впадає у річку Гнилу, праву притоку Збруча.
Річку перетинає автомобільна дорога Т 2002.